# Live at the Village Vanguard (album de John Coltrane)
Pour les articles homonymes, voir Live at the Village Vanguard.
Pour l’album de John Coltrane de 1966, voir Live at the Village Vanguard Again!.
 (décembre 2021).
Si vous disposez d'ouvrages ou d'articles de référence ou si vous connaissez des sites web de qualité traitant du thème abordé ici, merci de compléter l'article en donnant les références utiles à sa vérifiabilité et en les liant à la section « Notes et références ».
Live at the Village Vanguard est un album du saxophoniste de jazz John Coltrane, enregistré au Village Vanguard à New York et sorti en 1961.

## Pistes
| 1.    | Spiritual                       | John Coltrane                         | 13:47 |
| 2.    | Softly, as in a Morning Sunrise | Sigmund Romberg, Oscar Hammerstein II | 6:36  |
| 3.    | Chasin' the Trane               | John Coltrane                         | 16:08 |
| 36:31 |                                 |                                       |       |